# Magaria
Magaria là một thị trấn ở vùng Zinder, Niger.

## Địa lý
Magaria nằm gần biên giới với Nigeria. Nó cách thủ đô Niamey khoảng 740 km về phía đông.

## Dân số
Dưới đây là dân số Magaria qua các năm:
| 1977  | 1988   | 2001   | 2010    |
| ----- | ------ | ------ | ------- |
| 7.856 | 11.723 | 17.444 | 103.019 |

## Giao thông
Magaria nằm trên hai tuyến quốc lộ số 11 và 12 của Niger.